# Boris II. Bulharský
Boris II. (cca 930 – 977) byl bulharský car vládnoucí v letech 970–971.

## Vláda
Na trůn se dostal v době, kdy Bulharsku hrozil vpád kyjevského knížete Svjatoslava a kdy spolu se svým bratrem Romanem pobýval v byzantském zajetí v Konstantinopoli. Krom nebezpečí nepřátelské invaze se na západě země zmocnili části území čtyři bulharští bratři zvaní komitopulové, kteří odtud začali rozšiřovat svojí vládu. Tehdejší byzantský císař Jan I. Tzimiskes nehodlal připustit vznik nového státu pod komitopulskou nadvládou a uvolil se proto pustit oba Petrovy syny zpět do Bulharska, kde Boris následně nastoupil na bulharský trůn. V jarních měsících roku 970 zasáhl do situace Svjatoslav, který dobyl sídelní Borisovo město Preslav, přičemž car i jeho bratr upadli do zajetí. Kyjevský kníže se se získáním Bulharska nespokojil a vytáhl dále na byzantské území, kde byl v bitvě u Arkadiopole byzantskou armádou poražen. Byzantský císař následně vtáhl do Bulharska a 14. dubna 971 získal zpět Preslav, kde byli drženi v zajetí car Boris i jeho bratr Roman. Po dalších urputných bojích byl posléze kníže Svjatoslav nucen žádat o mír, na jehož základě opustil Bulharsko.
Boris se nicméně na trůn již nevrátil, protože celá východní část bulharského území byla obsazena byzantskými vojsky a byzantský císař již nehodlal toto území vydat zpět. Naopak nechal oba Petrovy syny odvést nazpět do Konstantinopole, kde sňal symbolicky z Borisovy hlavy carskou korunu, čímž naznačil, že Bulharsko se opět stalo součástí byzantské říše. Zatímco Boris se následně začlenil do konstantinopolské aristokracie, jeho mladší bratr Roman byl z rozkazu císaře vykastrován. Oba sourozenci žili v Konstantinopoli až do roku 976, kdy se jim po smrti císaře Jana Tzimiska podařilo uprchnout na území pod vládou komitopulů. Při přechodu hranic však příslušníci bulharské stráže Borise nepoznali a zabili jej, takže novým carem se stal Roman. Protože však nemohl zplodit žádné děti, byl v tehdejším myšlení degradován a namísto něj vládl poslední žijící komitopulos Samuel, který se po Romanově smrti stal bulharským carem.